# Ливкино
Ливкино (каз. Ливкино) — упразднённое село в Западно-Казахстанской области Казахстана. Находилось в подчинении городской администрации Уральска. До 2013 года входило в состав Деркульской поселковой администрации, которая была упразднена решением маслихата. Код КАТО — 271033600. Населённый пункт был упразднён 10 апреля 2023 года.
Рядом с селом берёт начало река Казачья.

## Население
В 1999 году население села составляло 47 человек (27 мужчин и 20 женщин). По данным переписи 2009 года, в селе проживало 10 человек (7 мужчин и 3 женщины).